# طوب الكلنكر

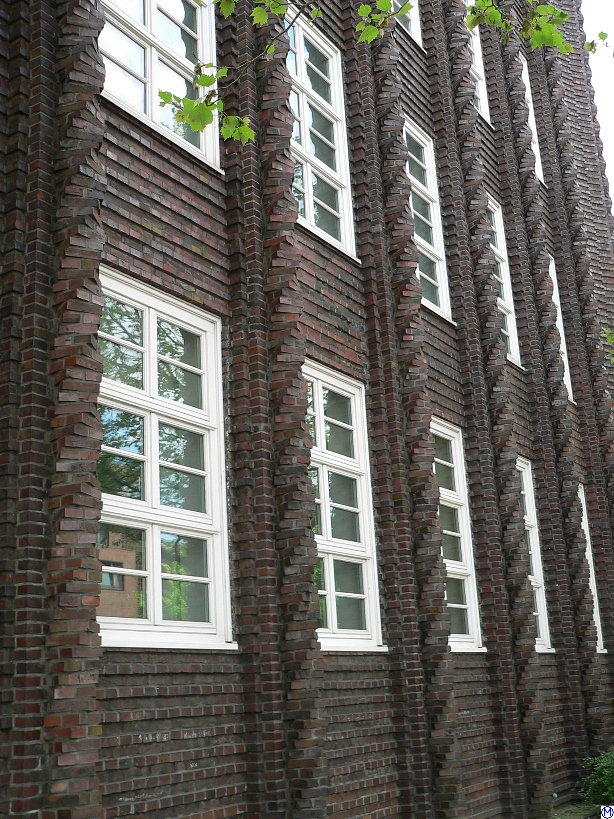
مصنع السجائر Reemtsma في هامبورغ بواسطة فريتز هوجر

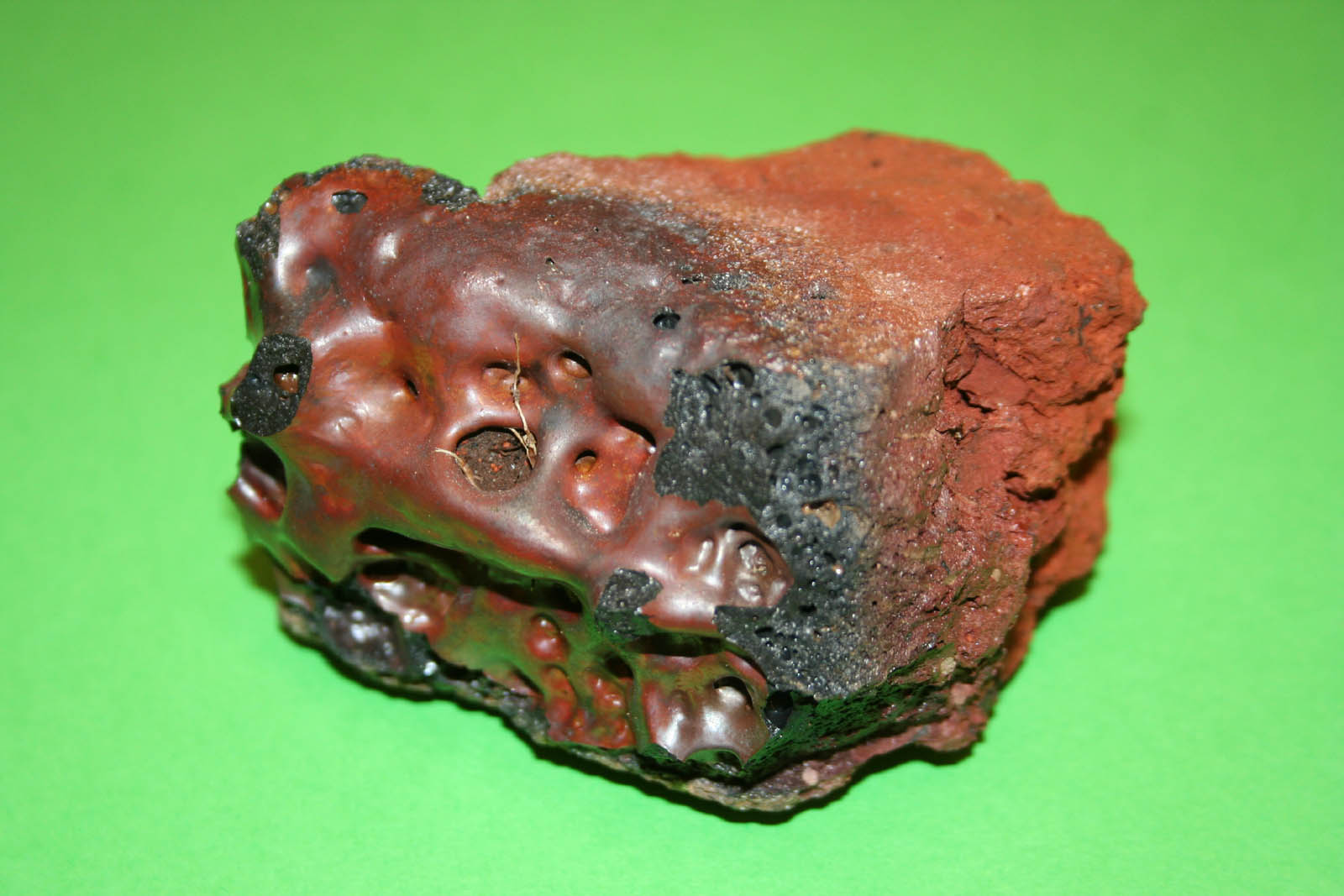
قطعة من الطوب المزجج

طوب الكلنكر هي partially- طوب مزجج المستخدم في بناء المباني.
يتم إنتاج طابوق الكلنكر عندما تتعرض طوب الطين الرطب للحرارة المفرطة أثناء عملية الحرق، وتلبد سطح الطوب وتشكيل طبقة لامعة داكنة اللون.      يتميز طابوق الكلنكر بمظهر أسود، وغالبًا ما يتم تشويهه أو تقسيمه. يتم تسمية الكلنكر لذلك الصوت المعدني الذي يصدرونه عند الضرب معًا. 
طوب الكلنكر أكثر كثافة وثقلًا وغير منتظم من الطوب القياسي.  الكلنكر مقاوم للماء ودائم، ولكن الموصلية الحرارية أعلى من الطوب الأحمر المسامي، مما يضفي عزلًا أقل على الهياكل التي تسيطر عليها المناخ.
في الولايات المتحدة، تم الترويج لطوب الكلنكر من قبل شركة باسادينا، شركة الهندسة المعمارية غرين وغرين في كاليفورنيا، التي استخدمتها للجدران والأسس والمداخن.  على الساحل الشرقي، تم استخدام الكلنكر على نطاق واسع في أسلوب الإحياء الاستعماري للهندسة المعمارية. 
تقنيات صنع الطوب الحديثة لا تنتج طوب الكلنكر، وأصبحت نادرة.  يمكن للبناة شراء الكلنكر من شركات الإنقاذ؛ بدلاً من ذلك، يقوم بعض صانعي الطوب بتصنيع طابوق الكلنكر عن عمد أو إنتاج تقليد.